# Campeonato de Portugal 1936
Il Campeonato de Portugal 1936 fu la quindicesima edizione del Campeonato de Portugal, torneo antenato della Coppa di Portogallo. I vincitori dello Sporting Lisbona (terzo titolo in assoluto) trionfarono nella finale del 5 luglio 1936 contro i concittadini del Belenenses presso lo Stadio do Lumiar.

## Partecipanti
- Algarve:  Olhanense
- Braga:  Braga
- Coimbra:  Académica
- Lisbona:  Benfica,  União de Lisbona,  Sporting Lisbona,  Carcavelinhos FC,  Belenenses,  Casa Pia
- Madera:  Marítimo
- Porto:  Porto,  Boavista,  Salgueiros,  Leixões
- Setúbal:  Vitória Setúbal

## Primo Turno
|                  | Risultato |                  | Andata | Ritorno | Spareggio |  |
| ---------------- | --------- | ---------------- | ------ | ------- | --------- |  |
| Benfica          | 7 - 1     | União de Lisbona | 6 - 0  | 1 - 1   |           |  |
| Salgueiros       | 1 - 6     | Sporting Lisbona | 1 - 2  | 0 - 4   |           |  |
| Olhanense        | 3 - 3     | Boavista         | 3 - 0  | 0 - 3   | 2 - 3     |  |
| Braga            | 2 - 15    | Porto            | 2 - 4  | 0 - 11  |           |  |
| Belenenses       | 7 - 1     | Leixões          | 7 - 0  | 0 - 1   |           |  |
| Carcavelinhos FC | 8 - 1     | Casa Pia         | 5 - 0  | 3 - 1   |           |  |
| Académica        | 5 - 5     | Vitória Setúbal  | 3 - 1  | 2 - 4   | 0 - 1     |  |

## Quarti di finale
|                  | Risultato |                  | Andata | Ritorno | Spareggio |  |
| ---------------- | --------- | ---------------- | ------ | ------- | --------- |  |
| Vitória Setúbal  | 2 - 3     | Benfica          | 1 - 0  | 1 - 3   |           |  |
| Sporting Lisbona | 3 - 1     | Carcavelinhos FC | 1 - 0  | 2 - 1   |           |  |
| Marítimo         | 9 - 4     | Boavista         | 6 - 3  | 3 - 1   |           |  |
| Belenenses       | 1 - 1     | Porto            | 1 - 1  | 0 - 0   | 1 - 0     |  |

## Semifinali
|                  | Risultato |            | Andata | Ritorno |  |
| ---------------- | --------- | ---------- | ------ | ------- |  |
| Sporting Lisbona | 9 - 4     | Marítimo   | 4 - 2  | 5 - 2   |  |
| Benfica          | 3 - 4     | Belenenses | 2 - 2  | 1 - 2   |  |

## Finale
| Arbitro: | José Travassos |

|                              |           |             |
| Faustino 12’ Pireza 75’, 87’ | Marcatori | 38’ Correia |